# Adepero Oduye
Adepero Oduye (pronuncia-se "Ade-eh-pair-o O-du-yay"; Brooklyn, 11 de janeiro de 1977) é uma atriz estadunidense de origem nigeriana.

## Filmografia
| Filme                        | Ano  |
| ---------------------------- | ---- |
| Water                        | 2002 |
| Fall                         | 2004 |
| On the Outs                  | 2004 |
| Law & Order                  | 2005 |
| Thee and a Half Thoughts     | 2006 |
| Half Nelson                  | 2006 |
| The Tested                   | 2006 |
| Law & Order: Criminal Intent | 2006 |
| Pariah                       | 2007 |
| Wifey                        | 2007 |
| Sub Rosa                     | 2009 |
| If I Leap                    | 2009 |
| The Unusuals                 | 2009 |
| This Is Poetry               | 2010 |
| Tags                         | 2010 |
| Louie                        | 2010 |
| Men In Love                  | 2011 |
| Pariah                       | 2011 |
| Steel Magnolias              | 2012 |
| The Door                     | 2013 |
| 12 Years a Slave             | 2013 |
| My Name Is David             | 2015 |
| Artemis Fall                 | 2015 |
| Outliving Emily              | 2015 |
| The Big Short                | 2015 |
| Geostorm                     | 2017 |